# Apophis (Stargate)

Apophis, interpretat de Peter Williams, este un Lord al Sistemlui Goa'uld și personajul negativ principal pentru cele mai multe din primele patru sezoane din Stargate SG-1. Se bazează pe zeul demon-șarpe Apep sau Apophis, zeul din mitologia egipteană. Ca și în mitologie, Apophis este inamicul lui Ra și puterea lui crește după ce Ra este ucis de Daniel Jackson și Jack O'Neill. Prima sa apariție în SG-1 este atunci când conduce un raid pe Pamânt, prin Stargate, în care el răpește un soldat de sex feminin, o gazdă potențială pentru regina sa Amonet. El face și alte incursiuni prin Abydos pentru alte viitoare gazde, luând pe Sha're și Skaara. Aceste incidente duc la reluarea programului Stargate, și O'Neill și Jackson pornesc într-o misiune pentru în lumea lui Apophis, planeta Chulak. Echipa  scapă de Apophis cu ajutorul lui Teal'c, dar nu înainte ca Sha're și Skaara să devină gazde.